# Gustavo Gutiérrez

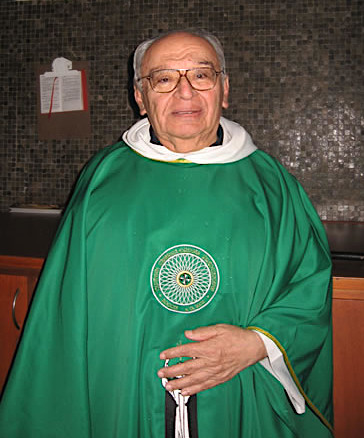
Gustavo Gutiérrez (2007)

Gustavo Gutiérrez Merino OP (* 8. Juni 1928 in Lima, Peru; † 22. Oktober 2024 ebenda) war ein peruanischer römisch-katholischer Priester, Dominikaner und Hochschullehrer. Er war einer der Begründer der Befreiungstheologie und gab ihr diesen Namen.

## Leben
Gutiérrez studierte in Lyon, Löwen, Rom und Paris Medizin, Kunst, Philosophie, Psychologie und Theologie. Danach arbeitete er in Peru als Berater der nationalen Vereinigung der katholischen Studenten (Unión Nacional de Estudiantes Católicos, UNEC) und lehrte als Professor für Theologie und Sozialwissenschaften an der Päpstlichen Katholischen Universität von Peru in Lima. Ab 1971 arbeitete er in der Christlichen Friedenskonferenz (CFK) mit.
1970/1971 schrieb Gutiérrez das Buch Teología de la Liberación, das grundlegende Werk der Theologie der Befreiung, das ihr auch den Namen gab. Es erschien im Dezember 1971 beim Centro de Estudios y Publiciones (CEP) in Lima. Die erste Auflage von 8000 Exemplaren war – für ein theologisches Werk in Peru höchst ungewöhnlich – binnen kurzem ausverkauft. Innerhalb von zwei Jahren war es in sechs Sprachen übersetzt. In seinem Buch beschrieb er das Selbstverständnis und die Methode der Theologie der Befreiung und markierte so den Beginn einer neuen Art, Theologie zu betreiben. Eine immer wieder geäußerte Kritik an den marxistischen Inhalten veranlasste den Verfasser, zwanzig Jahre später eine „korrigierte“ Fassung des umstrittenen Buches herauszugeben.
Gutiérrez gründete 1974 das Bartolomé-de-las-Casas-Institut in Lima, dessen Leiter er war. Er war Gastprofessor an mehreren nordamerikanischen Universitäten.
Der peruanische Theologe leistete auch wichtige Beiträge zu einer „Spiritualität der Befreiung“. Das Leben mit den Armen in den Elendsvierteln von Lima war für Gutiérrez zeitlebens die praktische Basis seiner Theologie. 1999 trat er dem Dominikaner-Orden bei. Später arbeitete er als Seelsorger im Stadtteil Rímac von Lima.
Gutiérrez musste lange auf Anerkennung von höchster Stelle der katholischen Kirche warten. Erst 2018, anlässlich seines 90. Geburtstages, erhielt er einen Brief von Papst Franziskus, der ihm schrieb: „Ich schließe mich Ihrem Dank an Gott an und danke Ihnen auch für Ihren Beitrag für die Kirche und die Menschheit durch Ihren theologischen Dienst und Ihre vorrangige Liebe zu den Armen und Ausgestoßenen der Gesellschaft.“

## Ehrungen
Gutiérrez wurde an mehreren Universitäten zum Doctor honoris causa ernannt, u. a. in Tübingen, Québec und Freiburg im Breisgau. 1993 wurde er in die französische Ehrenlegion aufgenommen. 2002 wurde er in die American Academy of Arts and Sciences gewählt. Im Jahr 2003 erhielt er den Prinz-von-Asturien-Preis in der Sparte „Kommunikation und Humanwissenschaften“.

## Schriften (Auswahl)
- Theologie der Befreiung. Matthias-Grünewald-Verlag, München 1973, ISBN 3-459-00878-4.
- Gott oder das Gold. Der befreiende Weg des Bartolomé de Las Casas. Herder Verlag, Freiburg im Breisgau/Basel/Wien 1990, ISBN 3-451-21994-8.
- mit Gerhard Ludwig Müller: An der Seite der Armen. Theologie der Befreiung. Sankt-Ulrich-Verlag, Augsburg 2004, ISBN 3-936484-40-6.
- Nachfolge Jesu und Option für die Armen. Beiträge zur Theologie der Befreiung im Zeitalter der Globalisierung. Academic Press/Kohlhammer, Fribourg/Stuttgart 2009, ISBN 978-3-17-020526-0.